# 宮智宗七
宮智宗七（みやち そうしち、1931年8月9日 - 2015年7月7日)は、日本のジャーナリスト、経済学者。

## 略歴
東京府にて宮智喜十郎の子として生まれる。祖父は彫金家の宮智一男。1955年早稲田大学政経学部経済学科卒、日本経済新聞社入社、ロンドン特派員、経済部次長、経済解説部長産業部長 北米総局長などを経て論説副主幹、89年テレビ東京取締役解説委員長、95年退任。産能大学経営学部教授を務めた。墓所は江東区清澄の本誓寺。

## 著書
- 『裸にされた日本経済 国際社会は甘くない』東洋経済新報社 1963
- 『国債の登場と影響 財政・金融・インフレ』青也書店ファイナンスレビュー出版部 1966
- 『売上税を追跡する その背景・仕組み・波紋』税務経理協会 1987
- 『消費税を検証する 「生きた経済」の中の税制改革』中央経済社 1988
- 『消費税批判 無視された消費者』教育社 1989
- 『帰国子女 逆カルチュア・ショックの波紋』1990 中公新書
- 『断裂の構造 現場検証・日本の経済政策』NTT出版 1993
- 『日米法律摩擦 感覚ギャップは埋められるか』中央経済社 1994
- 『いま、なぜビジネス・コミュニケーションか 国際ビジネス社会で生き残るための必須能力』1998（アルク新書）

### 共編著
- 『84年世界経済の見どころ』布施道夫共著 日本経済新聞社（90分解説） 1984
- 『ポスト構造協議』鶴田俊正共編著 東洋経済新報社 1990
- 『APEC日本の戦略』大西健夫共編 早稲田大学出版部 1995

## 論文
- <宮地宗七